# Droit aérien
Pour les articles homonymes, voir droit de l'air.
Le droit aérien, branche du droit des transports,  régit les transports aériens et le statut juridique de l'aéronef (défini comme « un appareil pouvant se soutenir dans l'atmosphère grâce aux réactions de l'air ») et les règles relatives au milieu naturel, l'air, dans lequel celui-ci évolue.

## Conventions internationales
Plusieurs conventions internationales ont défini ou précisé les règles internationales applicables en droit aérien. 
- Convention de Paris (1919) ;
- Convention de Varsovie (1929), portant sur l'unification de certaines règles relatives au transport aérien international (droit privé)[1] ;
- Convention de Chicago (1944), relative à l'aviation civile internationale (droit public) ;
- Convention de Tokyo (1963), concernant les infractions et à certains actes survenant à bord des aéronefs (droit pénal)[1] ;
- Convention de La Haye (1970), réprimant la capture illicite d’aéronefs (droit pénal)[1] ;
- Convention de Montréal (1971), réprimant les actes illicites dirigés contre la sécurité de l'aviation civile (droit pénal et complétée par un protocole de 1988)[1]
- Convention de Montréal (2004), visant à unifier certaines règles du transport aérien international (droit privé)[1].

## Europe
L'Agence européenne de la sécurité aérienne (AESA), créée en 2003, a pour objectif de sécuriser les échanges aériens dans l'Union européenne, entre autres en élaborant la législation.
Plusieurs réglementations aériennes ont été émises :
- Règlement (CE) n°1070/2009 modifiant les règlements (CE) n°549/20014, (CE) n°550/2004, (CE) n°551/2004 et (CE) n°550/2004 afin d’accroître les performances et la viabilité du système aéronautique européen[1] ;
- Règlement (CE) n°1008/2008 établissant des règles communes pour l’exploitation de services aériens dans la Communauté[1] ;
- Règlement (CE) n°2027-97 du Conseil du 9 octobre 1997 relatif à la responsabilité des transporteurs aériens en cas d’accident[1] ;
- Règlement (CE) n°785/2004 du Parlement européen et du Conseil du 21 avril 2004 relatif aux exigences en matière d’assurance applicables aux transporteurs aériens et aux exploitants d’aéronefs[1]  ;
- Règlement (CE) n°261/2004 du Parlement européen et du Conseil du 11 février 2004 établissant des règles communes en matière d’indemnisation et d’assistance des passagers en cas de refus d’embarquement et d’annulation ou de retard important d’un vol, et abrogeant le règlement (CEE) n°295/91[1]

## France
En France, le droit aérien est en grande partie rassemblé dans le Code de l'aviation civile